# 녹색정의당
녹색정의당(綠色正義黨)은 제22대 국회의원 선거를 앞두고 녹색당과 정의당이 2024년 2월 3일에 창당한 대한민국의 연합 정당형태의 진보정당이다.진보 정치 연합을 구성하기 위해 정의당이 주도 하면서 녹색당 출신 인사들이 대거 합류해 선거 연대를 이룬 진보 연합정당으로 탄생했다.
다만, 녹생당과 정의당이 신설 합당하는 것이 아닌, 정의당이 당명을 바꾸고 녹색당 출마자들이 개별 입당하는 방식으로 연합하는 것이기에 법적으로는 기존의 정의당과 동일한 정당이다. 거대 양당이 비례대표 선거를 전담시키기 위해 위성정당으로 창당한 더불어민주연합과 국민의미래와 다른 점은 지역구와 비례대표에 단일화한 정당으로 정책들을 통일시켜 출마한다는 것인데, 따라서 정당연합에 더 가깝다.